# Полтавський міський будинок культури
Центр культури та дозвілля Полтавської міської територіальної громади (ЦКД ПМТГ) — комунальний культурно-освітній центр, розташований у Полтаві за адресою: Майдан Незалежності 5.
Директор: Михайленко Оксана Володимирівна
Центр культури та дозвілля Полтавської міської територіальної громади — комунальний заклад клубного типу, який понад 60 років впевнено тримає позицію лідера з-поміж численних культурно-просвітницьких закладів Полтавщини, є джерелом і взірцем цікавої оригінальної режисури, яскравих авторських знахідок, високого виконавського та художнього рівня. Усе це — невід'ємна частина повсякденної праці творчої команди закладу.
На базі Центру культури працює 29 колективів художньої самодіяльності та клубів за інтересами. Усі вони добре відомі не тільки в Полтаві й області, а й в Україні та за її межами. Колективи є постійними учасниками практично усіх загальноміських та обласних заходів, дипломантами багатьох всеукраїнських, міжнародних фестивалів та конкурсів.
Поєднання новаторського підходу зі збереженням кращих традицій дає змогу плідно і радісно працювати під брендом «ПМБК» полтавцям з невичерпним творчим потенціалом. Під одним дахом успішно розвивають свої таланти та реалізовують яскраві задуми жителі міста різних вікових категорій.
Щорічно для дітей віком від 4 до 18 років Будинок культури готує чимало цікавих заходів:
- дні відкритих дверей
- звітні концерти творчих колективів та Будинку культури
- новорічні ранки (казки та авторські розважальні програми)
- проєкт «Канікули з МБК» (ігрові програми для дітей, які відвідують літні пришкільні табори)
- святкові концертні програми та урочисті міські заходи за участю вихованців наших колективів
- загальноміські та всеукраїнські конкурси
- заходи на «Відкритому культурному просторі» (територія біля МБК та фонтану)

Для вікової категорії «18+» та старше творча команда Центру культури професійно готує та організовує найрізноманітніші заходи:
- концертні програми, театральні вистави (відкриття міської ялинки, започаткували захід «Магія полтавської хустини», «Весела масниця», «Великдень у Полтаві», День вшанування учасників бойових дій на території інших держав, День пам'яті і примирення, День Незалежності, День Європи, Івана Купала та ін.)
- міські, регіональні та всеукраїнські конкурси («Наталка-Полтавка», «Voice of city», фестиваль-конкурс народного хорового мистецтва імені Валентина Міщенка, «DvaUA», чемпіонати зі східних та спортивно-бальних танців та ін.)
- вечори відпочинку («Запрошує ретро», Весняний, Осінній та Зимовий ретро-бали)
- благодійні заходи (благодійний турнір «Кубок героїв», благодійний студентський бал «Допомогти так легко», благодійна акція «Даруй добро» до дня Святого Миколая для дітей онкогематологічного відділення ПМДКЛ)
- фестивалі («Сало-фест», «Різдвяна феєрія», «Мамина сорочка», «Зірковий хіт», відкритий фестиваль ретро-колективів, «Східний калейдоскоп»)
- майстер-класи (з народного та сучасних напрямків танцю, в'язання хусток)
- творчий простір ПМБК є інклюзивним — тут відбуваються тематичні заходи для людей та дітей з інвалідністю.

Полтавський міський Будинок культури є універсальним закладом, зручним для проведення заходів різних типів: концертів, виставок, презентацій, майстер-класів. Потужності закладу дають йому змогу бути майданчиком для ділового спілкування та ділового туризму, сімейного та молодіжного відпочинку. Ми пропонуємо фізичним особам, організаціям та підприємствам в оренду свої потужності:
- глядацьку залу
- виставкову залу
- прес-центр
- малу дискотечну залу

Центр культури та дозвілля Полтавської міської територіальної громади — це вільний простір для талановитих, яскравих, креативних і невгамовних полтавців. Наша велика творча родина радо запрошує доєднатися кожного, незалежно від віку і вподобань, здійснити свою мрію та діяти, розкрити таланти і досягти успіху!

## Колективи художньої самодіяльності

### Що діють за рахунок бюджетних асигнувань
```
 1.Заслужений  ансамбль пісні і танцю України  «Лтава» ім. Валентина Міщенка –Кер.Н.Іванова
```

Facebook — Наталия Іванова та Заслужений ансамбль пісні і танцю України «Лтава» ім. В.Міщенка
```
 2.Зразковий колектив «Творчий  центр Наталії Май » -Кер. С.Май
```

Instagram — tvorchiy_centr_nataliyi_may
Facebook — Творчий центр Наталії Май
```
 3.Народний театр «На Павленках» - кер. Г.Чернявська
```

Instagram — na_pavlenkah
Facebook — Народний театр «На Павленках»
```
 4.Народна хорова капела ветеранів війни та праці «Пам’ять серця» -Кер. І.Сук
 
 5. Народний вокальний ансамбль ветеранів війни та праці «Червона гвоздика»- Кер. І.Сук
 
 6. Зразкова циркова студія «Молодість» - Кер.Л.Семенова
```

Facebook — Цирк Молодость
```
 7.Зразковий ансамбль танцю «Гарний настрій»-Кер. О.Євстігнеєва
```

Instagram — garniynastriy20
```
 8.Вокальна студія –Кер. Т.Матушкіна
 
 9. Дитяча хорова студія « Янголи з небес» (Івонченці)- Кер. О.Горай
```

Facebook — Олександра Горай

### Що діють на засадах самоокупності
```
 10.Танцювальна сім’я «Спіріт»-Кер.Ніколаєва
```

Instagram –dancefamilyspirit
Facebook — Dance Family Spirit
```
 11. Естрадна студія вокалу та хореографії «Новий час» -Кер. В.Лисенко
```

Instagram –new_time_poltava
Facebook — Естрадна Новий-час Студія
```
 12.Ансамбль східного танцю «Сапна»-Кер.О.Коробова
```

Instagram — Sapna_poltava_ind_bellydance
Facebook — Ансамбль восточноготанца «Сапна»
```
 13. Спортивно-танцювальний клуб  «Ювента» -Кер.О.Демочко
```

Instagram — yuventa.dance.poltava
Facebook — СТК «ЮВЕНТА» Полтава
```
 14. Танцювально-спортивний  клуб «Альянс» -Кер.О.Жиров
```

Facebook — Олександр Жиров
```
 15.Шоу- балет  «Флеш»-Кер.С.Кутєпова
```

Instagram –flashbalet (дорослі)
Instagram –flash_dance_healthylife (діти)
```
 16.Вокальна академія успіху «БіТ+» - Кер. С. Ольховик
```

Instagram –vay_bit_plus

## Любительські об'єднання та клуби за інтересами
1. Творча майстерня Наталія Скріпко «ПАТАПУФ»
2. Дитяча хореографічна студія ЗАПТ «Лтава» ім.В.Міщенка – Кер. О.Марфіна
3. Ансамбль народної пісні «Коза Дереза» - Кер. Н.Іванова
4. Школа лезгінки «Кави Каус» - Кер. Н.Набієв
5. Театр народної пісні «Родина калинова» - Кер. С.Прокопенко
6. Клуб «Креатив» (школа гри на гітарі) – Кер. В. Кузьменко
7. Клуб майстерності звукорежисури «Камертон» - Кер. А.Піляй
8. Клуб аргентинського танцю «Браво Данс» - Кер. З. Лукошко
9. Клуб історично-бального танцю «Полонез» - Кер. Л.Сотник
10. Ансамбль народного танцю «Панянка» - Кер. Л.Сотник
11. Танцювальний клуб «Сеньйори» - Кер.- С.Гусєв
12. Клуб «Радела» - Кер. В.Лобач
13. Клуб «Жива етика» - Кер. В.Тітовець
14. Клуб «Велика спадщина культури» - Кер. Н.Головко